# Port lotniczy Portland
Port lotniczy Portland (ang. Portland International Airport) – międzynarodowe lotnisko położone 6 km na północny wschód od centrum Portland, w stanie Oregon. W 2005 obsłużyło około 13,9 mln pasażerów.

## Linie lotnicze i połączenia

### Hall A
- Alaska Airlines (Patrz Hall B)
  - Horizon Air (Boise, Burbank, Eugene, Fresno, Los Angeles, Medford, Oakland, Ontario, Redding, Redmond/Bend, Reno/Tahoe, Sacramento, Santa Barbara, Santa Rosa, San Francisco, San Jose (CA), Seattle/Tacoma, Spokane, Vancouver)

### Hall B
- Alaska Airlines Anchorage, Boston, Denver, Las Vegas, Los Angeles, Long Beach [od 8 lutego], Los Cabos [sezonowo], Oakland, Ontario/LA, Orange County, Palm Springs [sezonowo], Phoenix, Puerto Vallarta [sezonowo], Sacramento, San Diego, San Francisco, San Jose (CA))
  - Horizon Air (Patrz Hall A)

### Hall C
- Alaska Airlines (Patrz Hall B)
- American Airlines (Chicago-O’Hare [sezonowo], Dallas/Fort Worth)
- Frontier Airlines (Denver)
- Southwest Airlines (Albuquerque, Boise, Chicago-Midway, Denver, Kansas City, Las Vegas, Oakland, Phoenix, Reno/Tahoe, Sacramento, Salt Lake City, San Jose (CA), Spokane)
- US Airways (Charlotte [sezonowo], Las Vegas, Filadelfia, Phoenix)

### Hall D
- Continental Airlines (Houston-Intercontinental, Newark)
- Delta Air Lines (Atlanta, Nowy Jork-JFK, Salt Lake City)
  - Delta Connection obsługiwane przez SkyWest (Salt Lake City)
- Hawaiian Airlines (Honolulu, Kahului)
- Lufthansa (Frankfurt)
- Northwest Airlines (Amsterdam, Detroit [sezonowo], Honolulu, Minneapolis/St. Paul, Tokio-Narita)

### Hall E
- Air Canada
  - Air Canada Jazz (Vancouver)
- JetBlue Airways (Long Beach, Nowy Jork-JFK)
- United Airlines (Chicago-O’Hare, Denver, San Francisco, Waszyngton-Dulles)
  - United Express obsługiwane przez SkyWest (Denver, Eugene, Klamath Falls, Los Angeles, Medford, North Bend/Coos Bay, Redmond/Bend, San Francisco, Seattle/Tacoma)

### Business aviation terminal
- SeaPort Airlines (Seattle-Boeing Field, Pendleton)

### Cargo
- Air China Cargo (Pekin, Los Angeles, Szanghaj-Pudong)
- Air Transport International (Toledo, Seattle/Tacoma)
- Ameriflight
- DHL
  - ABX Air (Wilmington, Spokane, Riverside)
- FedEx Express (Memphis, Oakland, Indianapolis)
  - FedEx Feeder obsługiwane przez Empire Airlines
- UPS Airlines (Rockford, Louisville, Ontario, Spokane)